# Semana Negra

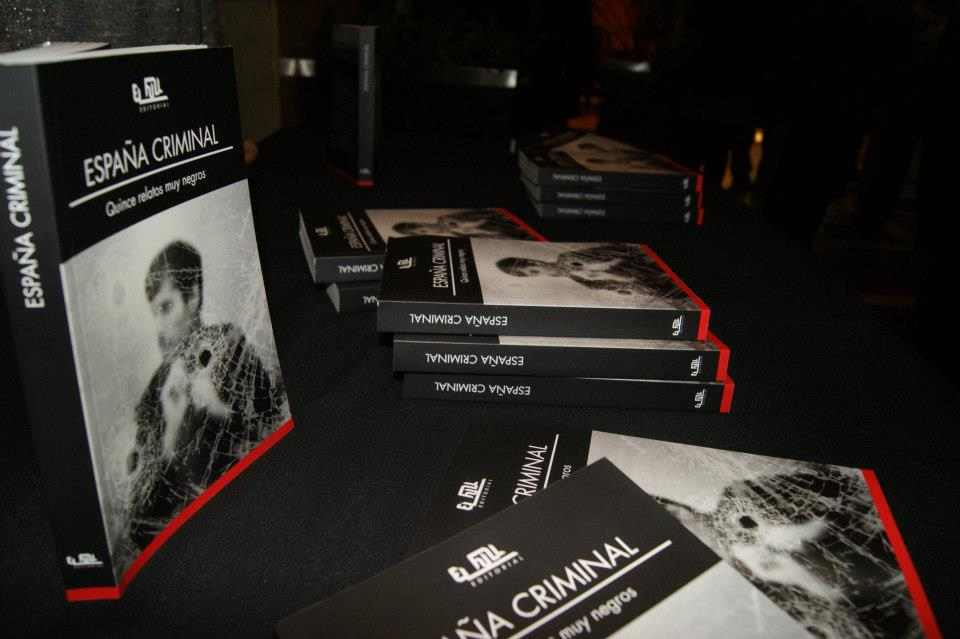

Semana Negra é um festival literário realizado na Espanha, que celebra ficção policial e histórias de detetive com uma variedade de eventos pela literatura, cinema, fotografia e gastronomia.

## Aragonegro
O festival Aragão foi realizado pela primeira vez em 2014. Foi apoiado pela Fundación Caja Rural de Aragón, Cafés Orús, a cidade de Saragoça, e por patrocinadores privados.

## Barcelona Negra
Barcelona Negra, mais conhecida como BCNegra, foi concebida em 2005 e tem sido realizada anualmente desde 2006.

## Castelló Negre
Este festival é conhecido oficialmente e em Valência como Castelló Negre, e também chamado de o Castellón Negro. Tudo começou em 2010.

## Collbató Negre
Collbató Negre.

## Getafe Negro
Em Madrid, o Getafe Negro começou em 2008.

## Granada Noir
O festival Andaluzia foi realizado pela primeira vez em 2015 e incluiu a atribuição do primeiro prêmio Granada Noir.

## Pamplona Negra
Pamplona Negra.

## Semana Negra de Gijón
Semana Negra de Gijón começou em 1988. Inicialmente tratava apenas com ficção policial, mas se expandiu para outros gêneros, incluindo ficção científica, fantasia e ficção histórica.

## Valência Negra
Oficialmente conhecido como o Festival de gênero negro de Valência.